# Periquito-da-amazônia
Periquito-do-manu ou periquito-da-amazónia (nome científico: Nannopsittaca dachilleae) é uma espécie de ave da família dos psitacídeos.
Pode ser encontrada na Bolívia, Peru e Brasil.